# Tamara Jakowlewna Aschichmina

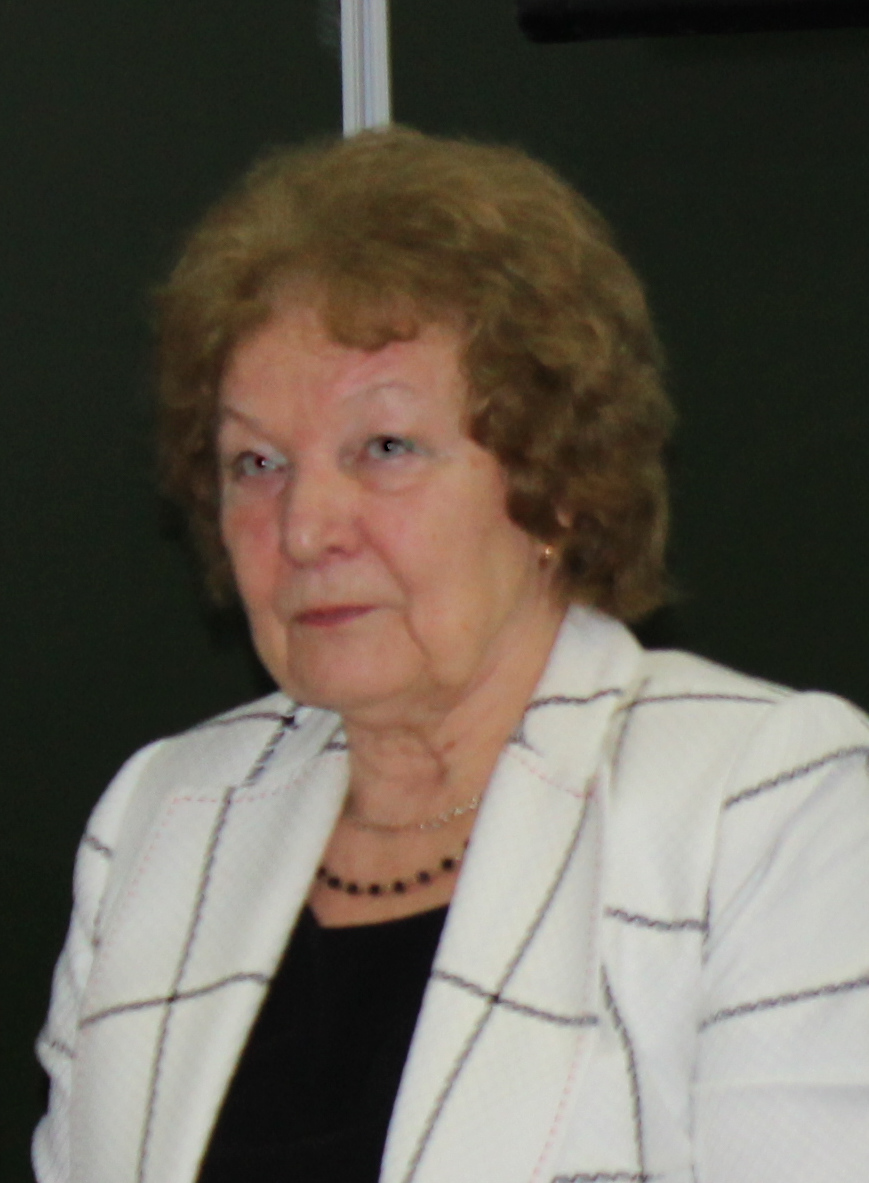
Tamara Jakowlewna Aschichmina (2018)

Tamara Jakowlewna Aschichmina (russisch Тамара Яковлевна Ашихмина; * 25. Mai 1945 im Dorf Rjabi bei Kumjony, Oblast Kirow) ist eine sowjetische bzw. russische Chemikerin, Ökologin und Hochschullehrerin.

## Leben
Aschichmina, Tochter eines Kolchos-Vorsitzenden, studierte von 1963 bis 1968 am Staatlichen Pädagogik-Institut in Kirow (KGPI, seit 2002 Wjatka-Universität für Geisteswissenschaften) in der Naturwissenschaft-Geographie-Fakultät und arbeitete dann dort als Sekretärin des Komsomol-Komitees. Sie wurde 1971 Assistentin am Lehrstuhl für Chemie.
Es folgte die Aspirantur 1973–1975 am Staatlichen Pädagogik-Institut Jaroslawl, an deren Ende Aschichmina als Kandidat-Dissertation ihre physikalisch-chemische Untersuchung der Phasengleichgewichte mit Charakterisierung der festen Phasen in wässrigen Systemen mit Lanthanid-, Cadmium- und Cobalt-Perchloraten und Harnstoff und Thioharnstoff mit Erfolg für die Promotion zur Kandidatin der technischen Wissenschaften verteidigte. Darauf kehrte Aschichmina an das KGPI zurück und wurde Dozentin und schließlich Leiterin und Professorin des Lehrstuhls für Chemie.
Aus dem KGPI wechselte Aschichmina 1984 zur Parteiarbeit, war 2. Sekretärin des KPdSU-Kirow-Stadtkomitees, leitete ab 1987 als 2. Sekretärin des KPdSU-Kirow-Oblastkomitees die Abteilung für Propaganda und Agitation und war gewählte Abgeordnete in den Volkseputierten-Räten der Stadt und der Oblast Kirow (1984–1990). Sie wurde 1989 Präsidentin der Kirow-Abteilung der Russischen Stiftung für Barmherzigkeit und Gesundheit.
Seit 1990 arbeitet Aschichmina wieder im KGPI und leitet seit 1991 dort das Forschungslaboratorium für Biomonitoring, das seit 2002 als eigenständiges Laboratorium mit dem Komi-Forschungsinstitut für Biologie der Ural-Abteilung der Russischen Akademie der Wissenschaften und der Wjatka-Universität für Geisteswissenschaften in Kirow zusammenarbeitet. Ihre Doktor-Dissertation über Theorie, Methodik und Praxis des verbundenen ökologischen Monitoring von Anlagen zur Lagerung und Entsorgjung chemischer Kampfmittel verteidigte sie 2003 mit Erfolg für die Promotion zur Doktorin der technischen Wissenschaften.
Aschichmina wurde 2007 Chefredakteurin der Zeitschrift für theoretische und angewandte Ökologie. Zur Stärkung des ökologischen Bewusstseins der Bevölkerung entwickelte sie ein entsprechendes Monitoringprogramm und führte es an Bildungseinrichtungen der Oblast Kirow ein.

## Ehrungen, Preise
- Jubiläumsmedaille „Zum Gedenken an den 100. Geburtstag von Wladimir Iljitsch Lenin“ (1970)[2]
- Abzeichen Siegerin im sozialistischen Wettbewerb (1980)
- Medaille „Veteran der Arbeit“ (1987)
- Goldenes Ehrenzeichen der Gesellschaft für Polnisch-Sowjetische Freundschaft (1988)
- Solowjow-Preis des Präsidiums des Russischen Roten Kreuzes (1998)
- Verdiente Hochschularbeiterin (2000)[1]
- Verdiente Arbeiterin der Wjatka-Universität für Geisteswissenschaften (2004)
- Abzeichen Verdienste um die Stadt Kirow (2007)[1]
- Verdiente Arbeiterin der Berufsausbildung der Russischen Föderation (2008)
- Medaille Zusammenwirken im Bereich chemische Abrüstung (2008)
- Ziolkowski-Medaille der Föderation der Kosmonauten Russlands (2013)
- Medaille zum 150. Geburtstag Wladimir Wernadskis der Nichtregierungsstiftung für Ökologie (2013)
- Ehrenbürgerin der Stadt Kirow (2014)
  - Ehrenzeichen Verdienste um die Oblast Kirow (2015)